# Dijkerhoek (Hof van Twente)
Dijkerhoek (Nedersaksisch: Diekerhook) is een buurtschap in de gemeente Hof van Twente in de Nederlandse provincie Overijssel. De buurtschap grenst in het noorden aan de gemeente Rijssen-Holten, aan de oostzijde aan het dorp Markelo, aan de zuidoostelijke zijde aan de buurtschap Stokkum en aan de westelijke zijde vormt de Schipbeek de natuurlijke grens met de buurtschap Markelosebroek.
Tot de gemeentelijke herindeling van 2001 behoorde de buurtschap Dijkerhoek tot de gemeente Markelo.
Hoofdplaats: Goor      Stadjes: Delden · Diepenheim

Dorpen: Bentelo · Hengevelde · Markelo

Buurtschappen: Achterhoek · Azelo (deels) · Beusbergen · De Ha · Deldenerbroek (deels) · Deldeneresch · Dijkerhoek · Elsen · Elsenerbroek · Herike · Kerspel Goor · Markelosebroek · Markvelde · Pothoek · Schoolbuurt · Stokkum · Wiene · Zeldam

Voormalige gemeenten: Diepenheim · Goor · Markelo · Delden (Stad · Ambt)

Overijssel · Steden en dorpen in Overijssel      Nederland · Provincies · Gemeenten